# Adlern Mindre 1

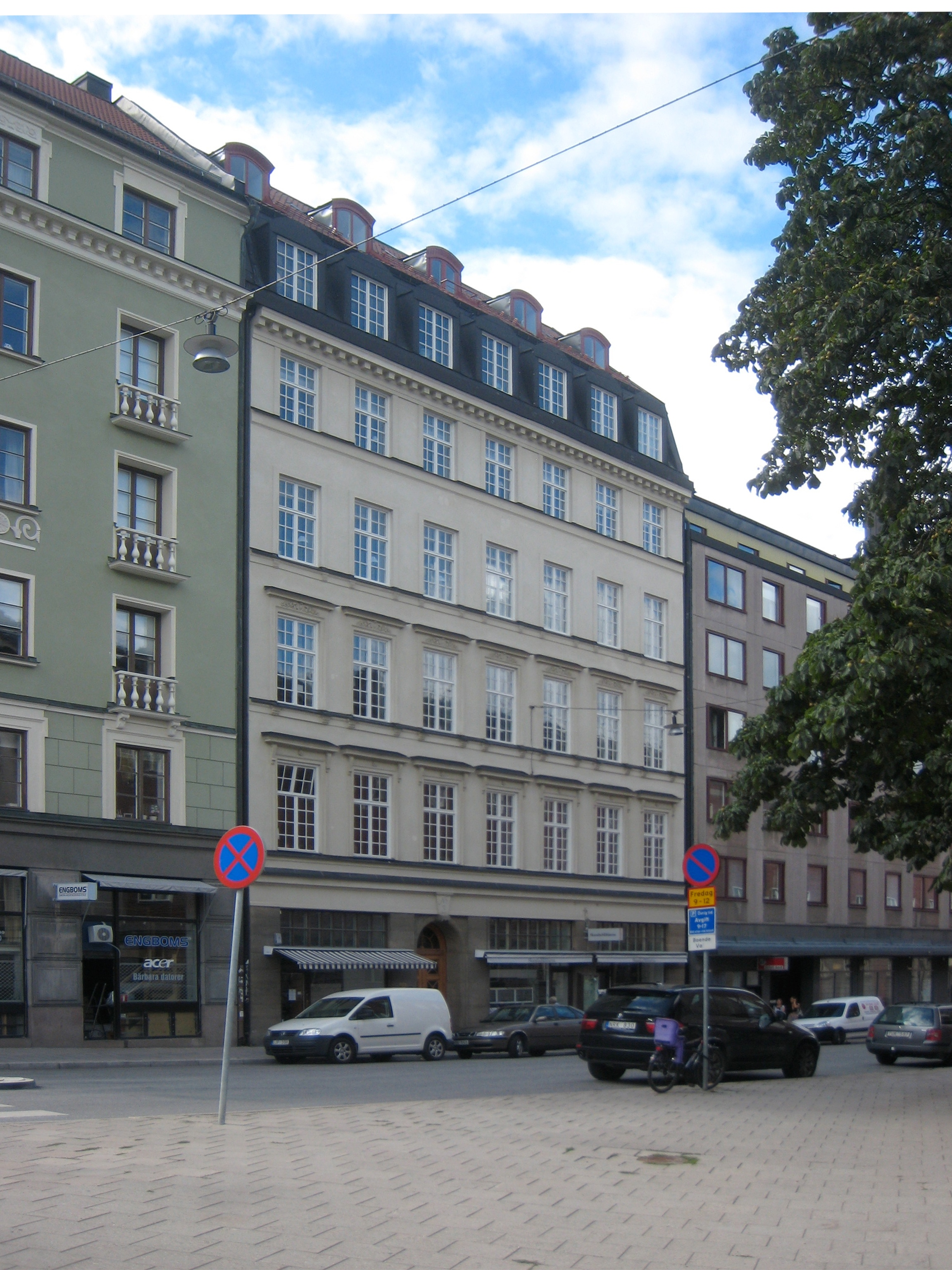
Brantingska huset

Adlern Mindre 1, även kallat Brantingska huset, är en bostadsfastighet på Norrtullsgatan 3 i Vasastan i centrala Stockholm. Byggnaden uppfördes 1861-62 av Hjalmar Brantings far Gabriel Branting. En genomgripande ombyggnad skedde 1914 då huset byggdes på med en våning samt en vindsvåning efter ritningar av Höög & Morssing.
När huset uppfördes låg det i en relativt lantlig trakt vilket kom att förändras kring sekelskiftet 1900 då Vasastans stenstad växte fram. Ursprungligen bestod fastigheten av ett fyra våningar högt bostadshus och ett envånings gårdshus. Vid Gabriel Brantings död 1881 övergick huset som var placerat i en fideikommiss till Hjalmar Branting som kom att tillbringa nästan hela sitt liv som boende i huset. Under Hjalmar Brantings tid genomfördes 1914 en genomgripande om och tillbyggnad där även en ny gårdsflygel byggdes. Fastigheten kvarstod i familjen Brantings ägo till 1972 då det övertogs av Socialdemokraterna som sålde huset 1993.